# Francisco Fortunato Pires
Pour les articles homonymes, voir Francisco Pires.
Francisco Fortunato Pires, né le 24 novembre 1948 à Canga à Sao Tomé-et-Principe, est un homme politique santoméen, membre du Mouvement pour la libération de Sao Tomé-et-Principe – Parti social-démocrate puis de la coalition Mouvement pour les forces de changement démocratique-Parti de convergence démocratique. Il est président de l'Assemblée nationale du 16 novembre 1994 à 18 janvier 2002. Il a également exercé diverses fonctions de ministre, dont ministre de la Justice dans les années 1980.